# Cole Custer

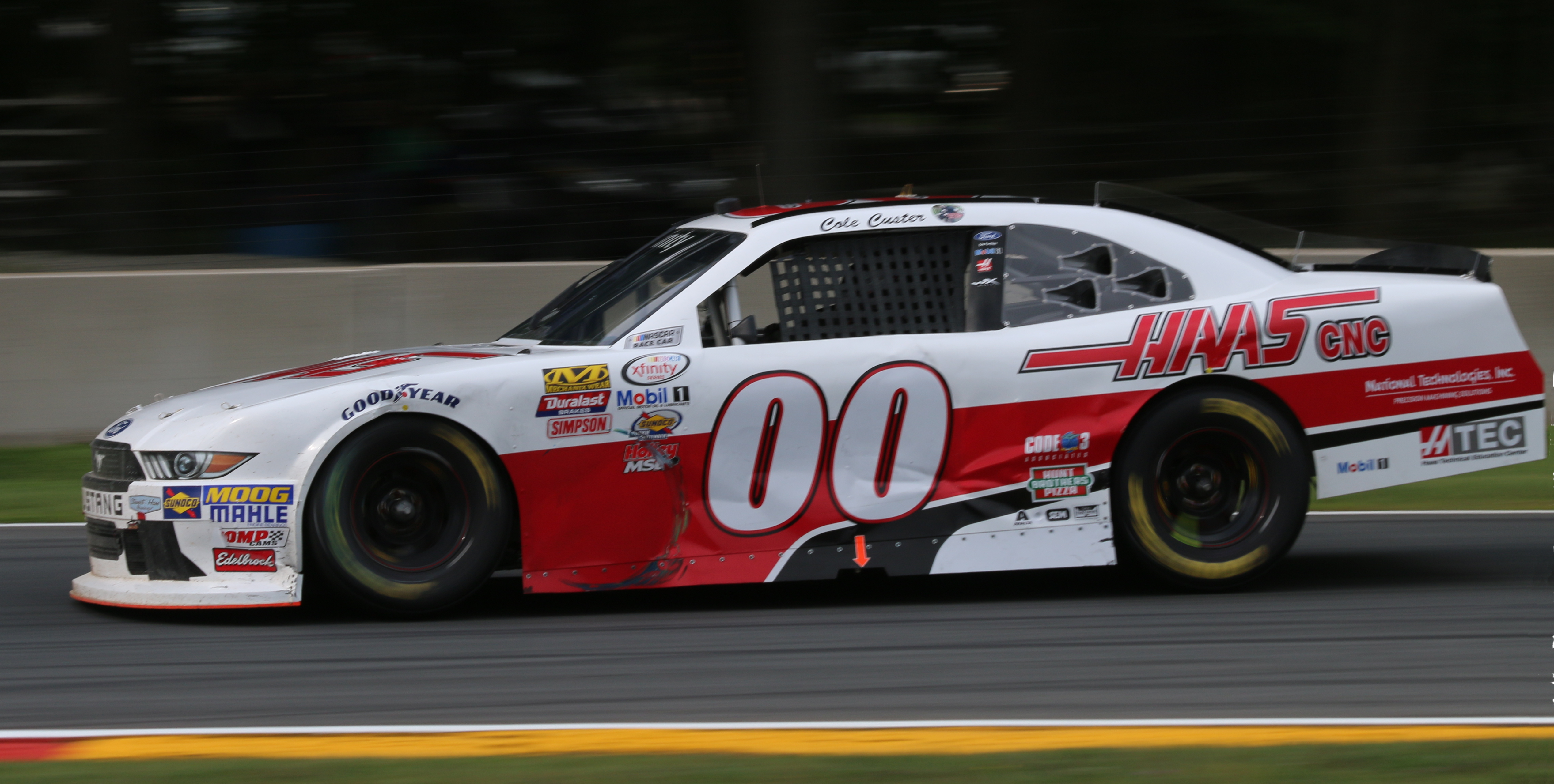
Carro de Cole Custer na NASCAR Xfinity Series em 2017.

Cole Custer (23 de janeiro de 1998) é um piloto estadunidense profissional de corrida de stock car. Ele atualmente compete em tempo integral na NASCAR Xfinity Series, pilotando o Ford Mustang Nº 00 da equipe Stewart-Haas Racing. Ele é filho de Joe Custer, o atual vice-presidente executivo da Stewart-Haas Racing.